# Maciste nelle miniere di re Salomone
Maciste nelle miniere di re Salomone è un film peplum del 1964 diretto da Piero Regnoli.

## Trama
La storia è ambientata in Africa, il re Namar ha edificato un tempio sul luogo in cui sorgevano le favolose miniere di Salomone. Alcuni nobili del regno, assetati di potere e di denaro riescono a deporre il sovrano con un colpo di Stato e riconvertire il tempio nuovamente in miniere. Costringono tutta la popolazione a lavorare nelle miniere come schiavi. Maciste viene informato della situazione e decide di rimettere le cose a posto, deporrà i tiranni e ripristinerà il vecchio sovrano sul trono.